# Frank van der Meijden
F.L.J. (Frank) van der Meijden (Bergeijk, 3 augustus 1964) is een voormalig Nederlands burgemeester. Hij was burgemeester van Laarbeek en Tiel. Van der Meijden is lid van het Christen-Democratisch Appèl (CDA).

## Maatschappelijke carrière
Van der Meijden volgde, na de havo-opleiding aan het Rythovius College, de opleiding tot chef hofmeester aan de Koninklijke Militaire School. Aansluitend studeerde hij facility management en bedrijfskunde aan de Fontys Hogescholen. Van 2004 tot 2010 was Van der Meijden werkzaam bij het interne cateringbedrijf van Defensie, eerst als regiomanager en later als business unitmanager.

## Politieke carrière
In 2006 werd Van der Meijden namens het CDA lid van de gemeenteraad van Bergeijk en fractievoorzitter en in 2010 werd hij er wethouder van financiën, sport, verkeer, vervoer, openbare werken, natuur en publiekszaken. In 2014 begon hij aan zijn tweede termijn als wethouder van werk en inkomen, zorg, decentralisatie jeugd, begeleiding en participatiewet, intergemeentelijke samenwerking (MRE), maatschappelijke dienstverlening, onderwijs, sport, verkeer en vervoer, milieu en afval. Hij werd tevens eerste locoburgemeester.
Vanaf 27 juni 2016 was Van der Meijden burgemeester van Laarbeek. Op 15 februari 2024 werd hij burgemeester van Tiel. Op 26 maart 2025 stopte hij per direct vervroegd als burgemeester van Tiel. Als reden gaf hij dat zijn bestuursstijl schuurde met die van de gemeente Tiel.

## Persoonlijk leven
Van der Meijden is getrouwd en heeft twee kinderen.